# 中国の水供給と衛生状態
中国における水供給と衛生状態（ちゅうごくにおけるみずきょうきゅうとえいせいじょうたい）は、その大規模な投資にもかかわらず、依然として低いレベルにある。具体的に、中国では3億人が改善された水資源を利用することができず、7億5千万人が改善した衛生設備を利用することができない。
その上、水不足、水質汚染も水供給の安定性に影響を及ぼしている。特に中国北部は乾燥しており、水が不足している。中国のある地域の地下水は高濃度のフッ化物とヒ素によって汚染されており、健康に影響を及ぼしている。また、バクテリアや化学物質による汚染も広がっている。
中国政府は水の供給と衛生設備の改善のため、大規模な投資を行っており、2006年から2010年の5ヵ年計画では年間60億米ドルまで増額されると予想されている。これらの投資の目的は特に地方の下水処理施設を改良するためのものである。しかし、多くの下水処理施設は適切に操作されておらず、水質汚染のレベルは高いままである。
都市部の水の供給と衛生設備の維持管理は4万以上の行政区が責任を負っており、地方部の水の供給の維持管理は共同体に基づく機関が責任を負っている。投資は中央政府と地方政府の両方から交付されている。多くの行政区は商業的公益事業を生み出し、独自の変化を遂げた中国経済の成長により、利用料金収入は増加した。

## 利用
中国における改善された水の供給と衛生設備の利用は経済成長とともに過去20年において大きく増加した。WHOとユニセフの共同監視プログラムによる2004年の世帯あたりの調査の統計では、改善された水の供給の利用者は77%、衛生設備の利用者は44%となっている。にもかかわらず、このことは、中国において未だ3億人が改善された水の供給を利用することができず、7億5千万人が改善された衛生設備を利用することができないことを意味している。
それだけでなく、他の多くの途上国同様、都市と地方の大きな格差がある。例えば、中国の都市部の93%は改善された水の供給を利用できる一方、地方のそれは67%に過ぎない。衛生設備の利用はより深刻で、都市部では69%、地方はわずか28%である。

## サービスの質
飲料水の糞による汚染は下痢やウイルス性の肝炎の原因になりうるため、他の途上国と同様、中国において重要な健康問題となっている。最近のユニセフの調査によると、11の省で調査を行い、そのうちの半分以上の飲料水のサンプルが許容範囲を超える高濃度のバクテリアによって汚染されていることが分かった。
2004年の調査では下水処理施設では住宅の排水の46%を処理することができると見られていた。しかし、多くの下水処理施設は適切に機能していない。

## 水資源への連鎖

### 量
地下水の過剰採取とそれによる地下水の減少は中国で（特に北部で）大きな問題になっている。建設部の予備統計によると、中国国内の160ヵ所以上で地下水が過剰に採取され、毎年100億m3の地下水が枯渇している。その結果、50以上の都市で60000m2の土地が深刻な地盤沈下に直面している。
地表の水も枯渇することが多くなり、黄河は長年にわたって過剰採取されてきたため、もはや海に流れ着くことができなくなってしまった。

### 質
飲料水に使われる地下水や地表水の品質は中国では大きな問題である。水は簡単に手に入るかもしれないが、人為的あるいは自然の汚染によって飲料水には適していない場合がある。

#### 自然汚染
中国の多くの帯水層における地下水はヒ素によって汚染されている。ヒ素中毒は汚染地下水を長く飲み続けることによって起こる。この現象は1950年代に初めて起こった。産業用及び農業用水の需要の増加により、井戸がより深く掘られ、現在では帯水層の水はしばしばヒ素を大量に含むようになった。その結果、ヒ素中毒の問題が浮上してきた。3万件以上の被害が報告され、約2500万人が高濃度のヒ素を含む飲料水を飲む危険にさらされている。
WHOによると、中国で2600万人以上が飲料水に含まれるフッ化物による歯のフッ素症にかかっているという。加えて、飲料水が原因と考えられる100万件以上の骨のフッ素症にかかっていると見られている。 地下水は高濃度のフッ化物によって汚染され、多くの人が汚染されていない水を入手することが困難な状況にある。

#### 人為的な汚染
河川の水は工場からの排水によって汚染され、地下水は農薬や肥料の浸透によってに汚染されている。 
中国国家環境保護総局の2006年の調査によると、中国の河川の60%が飲料水に適さないほど汚染されているという。昨年は特に大きな変化はなかった。
主な河川の汚染は以下の通りである。
- 珠江と長江はまずまず良い水質を保っている。
- 遼河と淮河、黄河、松花江の水質は悪い。
- 北京と天津を流れる海河の汚染はかなりひどい。

しかし、国家環境保護総局によると大都市へ供給する飲料水の水質の大部分はよいとしている。
最近、中国では2005年11月に起こり、松花江が汚染された化学工場の爆発事故や2007年の5月に起きた無錫市にある太湖での藻類の大量発生事件を含め、多くの河川汚染事件が起こっている。2007年の世界銀行による報告によると、もし速やかかつ効果的なコントロールがなければ、汚染は省の境界線に関係なく広範囲に広がり、社会不安につながるだけでなく環境と経済にも影響を与えると警告している。もし、事故が発生すれば、環境や人間の健康に与える影響をコントロールすることが難しく、コストもかかるため、世界銀行は適切な政策や厳しい規制による汚染の予防を勧告している。 

## 水の供給と衛生設備の責任

### 政策
政府は水の供給と衛生設備について単独の政策によっているわけではない。政策は複数の省によって起草され、水資源を管理することが2002年の水法によって定められている。

#### 水の供給と衛生設備
利用者による料金によって水の供給と衛生設備をすべてまかなうことが政府の方針であり、水道料金は計量によって決められる。
建設部は水と衛生設備の施設を規制すると同時に都市部の水と衛生設備のインフラストラクチャーの財政を監督する。「公益事業の市場化の加速」、「公益事業の利権運営」、「公益事業の規制強化についての意見」などいくつかの重要な政策に関する書類が刊行されている。しかし、公益事業やこの業界に参入する民間企業を規制する法律は何もない。  
中国衛生部には農村部における衛生状態の助成に関する権能がある。

#### 水資源管理
水資源管理の責任は、多くの国家事業体と地方レベルのそれとに分かれる。
国家レベルでは、水利部が量的な側面に重点を置いて、地表水に責任を負い、環境保護部 (SEPA) は水資源の質の面での管理を受け持つ。地下水は国土資源部の管轄下にある。
そうは言うものの、水利部およびその系列の、あらゆる主要な河川流域における河川流域委員会が、水資源管理において中心的存在である。2002年の水法は需要管理と水質保護を強調し、開発段階からの移行への下地を作った。ほとんど排他的なほどに、水資源管理・保護により配慮がなされている段階への基盤整備に集中していたためである。
水資源管理に加えて、水利部は主要な水道のインフラ基盤の建設（ダム、堤防、灌漑施設、都市のまたは工業用水の大量輸送装置など）も担当している。同部のウェブサイトによると、“郷や村への水供給（中略）の資本構成の調整”と同様に“水の価格設定、課税、クレジット、金融業務などの経済上の規定”についても関与しているという。ただし現実面ではこれらの機能は他の団体によって行われているように思われる。

### サービスの提供
中国の水供給と衛生状態についての制度的責任の理解を助けるために、行政区画の概要を述べる。 中華人民共和国の行政区分 も参照されたい。

#### 中国の行政区画
中国は行政的に以下のように区分される。
- 33の省 (省級 shěngjí) 省が22、自治区が5、市政機関が4、特別行政区が2という内訳。
- 333の地区 (地級 dìjí)
- 2872の県 (県級 xiànjí) ときに市轄区と呼ばれる。
- 41,636の郷 (郷級 xiāngjí)

通常、これらの行政区画は都市部と農村部を包含する。このために市は、中国に661個が存在するのだが、行政機構を明確に定義しているわけではないようだ。行政区画的な地位を持つ市政機関である北京、上海、天津、重慶の四大市の場合でさえ、領域には農村部も含まれている。市のほとんどは、地級市や県級市の首都である。県級市である「市」の多くは市と見なすには小さすぎ、むしろ鎮というのが適切である。

#### 都市部
都市部の水供給は郷もしくは（四大市の場合は）市政機関が担当しており、地方自治体や多くの郷は、財政的また法律的に、サービスを供給する水道会社から独立している。より小さな郷では、町政が直接サービス供給を行っている。
非常に大きな市の例を取れば、上海では　上海都市建設投資開発公社の水道課が事業を提供している。この水道課は、原水会社を1社、水道会社を5社、下水管理会社を1社、技術会社を3社、そして建設会社2社を含んでおり、1200万人に給水している。
天津では、天津給水団体が事業提供を行っている。最近、同団体は核となる事業に集中するために、数々の副業を取りやめた。1997年以降はバルク水供給を、一括事業請負後譲渡方式契約(BOT方式)でヴィヴェンディのような国際企業と提供している。

#### 農村部
農村部では、地域密着型の組織である村民委員会が、サービス供給をしている。そのシステムは委員によって無償で運用されている。
農村部における衛生の面では、作物や野菜などに施肥するための有機肥料として、屎尿が組織的に使われている。多くの家庭で、家族全員の屎尿が5～7日間に渡ってバケツに集められ、畑で作物の原料に使われる。農業生産の観点から、この古い伝統的慣習は莫大な経済的価値がある。
不適切な衛生の慣習が及ぼす人体への悪影響はよく知られている。しかし、政府が都市部廃水処理に重点を置いているのに対し、農村部での公衆衛生は、政府にとってさほど優先順位の高い検討課題ではない。

#### NGO
中国の給水と衛生状態に関して、NGOによる活動についてはほとんど情報がないが、「農村部への水供給・公衆衛生協会」が指導、情報交換、技術的援助などを行い、また調査を請け負っている。
海外のNGOに関しては、例えばNGOプランなどが中国で活動している。NGOプランは、2005年に陝西省で「地域社会主導の総合公衆衛生」の概念を始めて紹介したことで知られている。

## 歴史と最近の動向

### 廃水処理への大規模な投資計画
1980年代に、中国国内初の排水処理施設が、南京の市に建設された。
中国は、おそらく過去最大規模の廃水処理投資に着手した。しかしながら、施設を急いで建設しようとするあまり、誤りを犯してしまった。
需要を多く見積もりすぎ、下水道施設の建設が,処理施設の建設よりも遅れてしまい、設計が不適切な場合があり、工業廃水の事前処理への要求がないために処理過程の有効性に悪影響をもたらし、河川流域内で最優先投資に選択した敷地は、必ずしも水質改善の観点でもっとも強い印象を与えられるものではなかったということだ。 結果として、施設の多くは十分に活用されないか、またはあまり機能していない。建設部によると、30以上の市の50以上の廃水処理施設が能力のたった30%しか稼働していない、もしくは運転すらしていない。こういうわけで、河川及び沿岸水域の水質に関する投資計画の効果はわずかなものである。
1990年代に、初めての廃水処理施設へのBOT契約が結ばれた。200を越える廃水処理施設が、融資と経営の両方またはいずれか一方において、民間部門参加形式で建設された。その際、通常BOT方式が用いられた。初期のBOTは、専門知識がないためにより複雑になってしまう悔しさを抱えながら、政府が経済的利益や法律的技術的助言者なしで、過程を実行するのを経験した。部門での過去のBOTの経験に学びながら、地方自治体は競売と公開入札に関する専門家の助言を求めた。

2000年頃に初めてBOTウォータープロジェクト (成都第6給水設備)がADBからの援助で公平国際競争入札に基づき受賞した。
地方廃水処理施設数は2001年から2004年までの間に452から708に、その市も661の内200から364にまで増加した。廃水処理の割合も35%から45%に増えた。衛生関税を課す市の数は300から475に増加した。
政府は2010年までに地方廃水処理の6割達成を目指している。国家環境保護総局によれば、2006年には都市部廃水処理はすでに57%に到達している。 
1990年代に、地方と工業で使われる水は公共施設の低い増加率に伴って実際に減少した。小規模給水の必要性の過小評価や関税、計測の増加、産業構造改革、水の商業利用効率の増加計測などが原因である。中国の水道会社や廃水会社の多くは、需要を上回る過剰生産能力を抱え財政難に陥っている。これは収入が過大インフラを構築する契約の債務返済を賄うのには不足しているからである。

### 商業利用への推移
2002年に建設部は公益事業の商業化に関する政策文書を発表した。翌年10月に中央政府は、国有企業が省庁と地方政府の両方またはいずれか一方から独立し、商業化されなければならないとのことを決定した。

## 効率性
中国における水と公衆衛生の公共施設の多くは、労働生産性が低く人員過剰が実態である。例を挙げると、優れた国際的慣行では1000の団体につき4人以下の従業員数であるのに対して、河南省の小さな町における公共施設のほとんどは、1000につき20人以上を抱えてしまっている。上海では比率が1000につき6人以下である一方、成都では34人以上を雇用している。
流通機構において漏出した損失が高くついている市もある。例えば、河南省の町での平均非収益水は38%である（国際慣習では30%以下）。 しかしながら、成都での非収益水はたった18%、上海では16%しかないと見積もられている。

## 関税と原価回収

### 都市部
1980年代まで、中国都市部における水の関税は極めて低く、下水関税の存在は特に知られていなかった。この状況は、増大した原価回収と下水関税の導入を求めた都市部水関税に関する国家指針が1988年に採択されて以降、大幅に変化した。それ以降、水の関税は中国の多くの市で、特に非常に水が乏しい北部で大幅に増加した。 
しかしながら、建設部によると、水関税改革は節水の動機となるほど効果的ではなかった。
今や市の多くで下水に関税がある一方で、2005年では、国中の150以上の市で廃水処理料金が徴収されていなかった。
かつて天津では1949～1985年の間、水の関税が上がらなかったのだが、2006年までずっと8倍に引き上げられてしまった。結果として, 費用の回収率は大幅に向上した。例えば、河南省の小さな鎮の公共施設は維持管理を回復し、ささやかな営業利益を報告している。
成都では2001年に、水の関税の平均が0.14/m3米ドルであった。比較的低い水の関税にもかかわらず、自己金融の著しい割合を考慮すれば、施設の収入は継続的に必要な費用の2倍にもなる。2001年の上海ではたった0.10/m2米ドルで、製造コストの方が高かったため、公共施設は継続的費用を完全には回収できず、営業損失を抱えてしまった。
現在、都市部での計測は比較的普及している。
かなり前の地方レベルでの交渉の後、どうも都市部の関税は価格局（どの程度の統治を行っているかは定かではない）によって承認されているようだ。

### 農村部
世界銀行によると、農村地域では、使用者が投資費用のおよそ75%と、維持管理費の100%を支払っている。農村部の関税は認可される必要がないのだ。

## 出融資
補足: 年間総投資水準(都市部と農村部、水道と衛生)
廃水処理における投資は、前回計画の期間中では、毎年150億元(20億米ドル以下)である。 
第11回5年計画(2006～2010年)では、660億元(60億米ドル以上)まで増加すると推定されている。
融資面では、政府と地方官庁から郷への調和助成金が一般的である。自己金融のレベルは依然として低い。負債による資金調達は、地方官庁が債務を契約することに関する厳しい国の法によって制限されている。結果的に、BOTは融資の仕組みでは人気が高い。BOTのもとで民間団体が投資を請け負い、バルク水販売や有料公共施設の廃水処理の料金を通してその費用を回収している。政府には公式に負債はないものの、サービスの料金は、事実上、負債サービス料と同じようなものである。